# さんま岡村祭り
さんま岡村祭り（さんまおかむらまつり）は、日本テレビで2011年から不定期で放送している特別番組である。明石家さんまと岡村隆史の冠番組でもある。

## 放送内容

### 第1回
- 2011年9月20日19:56-22:48、23:58-24:29（JST）に放送。「さんま&岡村のプレミアムトークショー 笑う!大宇宙スペシャル!!」内容、スタッフ等は上記を参照。

### 第2回
- 2012年5月29日19:56-21:54（JST）に放送。「さんま岡村の日本人なら選びたくなる二択ベスト50!SP!」内容、スタッフ等は上記を参照。

### 第3・4回
- 2014年9月29日22:00-23:30、2016年8月9日21:00-22:54（JST）に放送。「さんま&岡村祭り オトコってバカねSP」内容、スタッフ等は上記を参照。

### 第5回
- 2018年1月26日21:00-22:54（JST）に放送。「さんま岡村祭日本の長さんの悩み聞きます!」内容、スタッフ等は上記を参照。

### 第6回
- 2019年10月11日22:50-翌0:44（JST）に放送。「いま知りたい天才5人VSさんま岡村SP」内容、スタッフ等は上記を参照。